# Pazardsjik (provins)
Pazardsjik er en af de 28 provinser i Bulgarien, beliggende i den sydlige del af landet, grænsende til Sofia-, Plovdiv-, Smoljan- og Blagoevgrad-provinserne. Provinsen har et areal på 4.459 kvadratkilometer og et indbyggertal (pr. 2009) på 313.810.Folketællingen 7. september 2021 viste et indbyggertal på 229.814 i provinsen. Klik på referencen under indledningen i artiklen om Bulgarien for resultat af folketælling.
Pazardsjiks hovedstad er byen Pazardsjik, der med sine ca. 79.000 indbyggere også er provinsens største by. Af andre store byer kan nævnes Velingrad (ca. 25.000 indbyggere), Panagjurisjte (ca. 20.000 indbyggere) og Pesjtera (ca. 19.000 indbyggere). Det er en bjerg- og skovrig provins, der blandt andet er hjemsted for Rodopibjergene.